# Heritage Foundation
Фонд «Наследие» (англ. Heritage Foundation — хэритэдж фаундэйшн) — стратегический исследовательский институт США, который занимается широким спектром исследования международной политики. Имеет правоконсервативную направленность. Основан в 1973 году. Директор — Эдвин Фелнер (англ. Ed Feulner).
Декларируемая идея института — построить статистическую модель общества и обеспечить доступ к ней широкой общественности. Фонд издаёт ряд аналитических исследований, из самых известных — ежегодный «Индекс экономической свободы», «Политические эксперты 2000», «Мандат на лидерство» (рекомендательные материалы для кандидатов в президенты США), «Index of U.S. Military Strength».
Кроме того издаются разнообразные буклеты на 12—30 страниц («Backgrounder», «Executive Memorandum», «Executive Summary» и др.). Для газет — фельетоны (2—3 раза в неделю), организуются проблемные конференции .
Фонд наследия оказал значительное влияние на формирование государственной политики США. Это одна из самых влиятельных консервативных организаций государственной политики в Соединённых Штатах. Текущим проектом фонда является Проект 2025, направленный на реформирование федерального правительства.

## История и основные инициативы

### Ранние годы
Фонд «Наследие» был основан 16 февраля 1973 года Полом Вейрихом, Эдвином Фелнером и Джозефом Корсом. Созданный из нового движения предпринимателей, вдохновленных Меморандумом Пауэлла (меморандум от верховного судьи Льюиса Ф. Пауэлла-младшего, описывающего принципы лоббирования власти бизнесом) и недовольных тем, что Ричард Никсон принял «либеральный консенсус», а также слишком осторожным характером существующих аналитических центров. Вейрих и Фойлнер хотели создать свою версию Института Брукингса, продвигающую консервативный активизм.
В первые годы существования Фонда «Наследие» Корс был его основным спонсором, а Вейрих был первым президентом. При президенте Фрэнке Дж. Уолтоне Фонд «Наследие» начал использовать прямую почтовую рассылку средств и в 1976 году годовой доход «Наследия» вырос до $1 млн. К 1981 году годовой бюджет увеличился до $5,3 млн.
В начале своего существования Фонд «Наследие» выступал за политику в интересах бизнеса, антикоммунизм и неоконсерватизм, но отличался от консервативного Американского института предпринимательства (AEI) тем, что также выступал за христианских правых. В 1970-х годах Фонд оставался небольшим по сравнению с Brookings и AEI.

### Администрация Рейгана
В январе 1981 года Фонд «Наследие» опубликовал «Мандат на лидерство», направленный на сокращение размера федерального правительства. Доклад представляющий собой руководство по государственной политике для будущей администрации Рейгана и включающий более 2 000 конкретных предложений по продвижению федерального правительства в консервативном направлении. Отчет был хорошо принят в Белом доме и некоторые из его авторов заняли должности в администрации Рейгана. Самому Рональду Рейгану настолько понравились идеи, что он выдал экземпляр доклада каждому члену своего кабинета для ознакомления. Уже к концу первого года пребывания Рейгана у власти примерно 60% из 2 000 предложений были внедрены или разработаны. Рональд Рейган позже сказал, что во время его президентства, Фонд «Наследие» был «жизненно важной силой» в успехах.
Фонд «Наследие» так же оказал влияние на разработку и продвижение так называемой «Доктрины Рейгана», в рамках которой США оказывали военную и другую поддержку антикоммунистическим движениям сопротивления, борющимся с советской властью в Афганистане, Анголе, Камбодже, Никарагуа и других странах в последние годы холодной войны.
Фонд также выступал за разработку новых систем противоракетной обороны для США и в 1983 году Рейган утвердил данную разработку в качестве своего главного оборонного приоритета и назвал Стратегической оборонной инициативой. Публикуя влиятельные отчеты по внутренним и оборонным вопросам, а также статьи видных консерваторов, таких как Боб Доул и Пэт Робертсон, Фонд «Наследие» к середине десятилетия стал одним из ключевых в национальном консервативном движении.
В 1986 году журнал Time назвал «Наследие» «передовым представителем нового поколения пропагандистских центров». При администрациях Рейгана и Буша фонд служил «аналитическим центром» президентов по вопросам внешней политики.

### Администрация Джорджа Буша-старшего
Во время правления президента Джорджа Буша-старшего Фонд «Наследие» продолжал оставаться влиятельным экспертом по вопросам внутренней и внешней политики. Фонд был одним из ведущих сторонников операции «Буря в пустыне» против Ирака. По словам Фрэнка Старра, главы вашингтонского бюро газеты Baltimore Sun, исследования Фонда «заложили основу для формирования мышления администрации Буша» в отношении постсоветской внешней политики. Что же касается внутренней политики, администрация Буша согласилась с шестью из десяти реформ бюджета, содержащихся в документе «Мандат на лидерство III» и включила их в свой бюджетный проект 1990 года. Фонд также оказался вовлеченным в культурные войны 1990-х годов, опубликовав «Индекс ведущих культурных показателей» Уильяма Беннета. Индекс документально подтвердил, что преступность, незаконнорожденность, разводы, подростковые самоубийства, употребление наркотиков и четырнадцать других социальных показателей с 1960-х годов стали гораздо хуже.

### Администрация Клинтона
На протяжении 1990-х годов Фонд  продолжал расти и его журнал «Обзор политики» достиг рекордно высокого тиража в 23 000 экземпляров. Фонд «Наследие» был против плана реформ Клинтона по здравоохранению 1993 года. Реформы президента Клинтона по социальному обеспечению аналогичные рекомендациям «Наследия» были приняты в Законе о личной ответственности и возможностях трудоустройства 1996 года. В 1995 году Фонд опубликовал первый «Индекс экономической свободы» составленный в соавторстве с политическими аналитиками Брайаном Т. Джонсоном и Томасом П. Шихи. В 1997 году Индекс стал совместным проектом Фонда «Наследие» и газеты The Wall Street Journal
В 1994 году «Наследие» консультировало Ньюта Гингрича и других консерваторов по разработке «Контракта с Америкой» который как предполагалось помог создать республиканское большинство в Конгрессе. «Контракт» представлял собой пакт принципов, который прямо бросал вызов как политическому статус-кво в Вашингтоне так и некоторым идеям лежавшим в основе администрации Клинтона.

### Администрация Джорджа У. Буша-младшего
Фонд «Наследие» поддерживал войны в Афганистане и Ираке. Согласно исследованию, опубликованному в журнале «Международная безопасность» в 2004 году, Фонд «Наследие» запутал общественные дебаты, бросив вызов широко распространенной оппозиции войне в Ираке со стороны ученых в области международных отношений,противореча им «с экспертами, по-видимому, равного авторитета... это подрывало возможность того, что любая критика [войны] может рассматриваться как авторитетная или весьма убедительная». Организация защищала практику администрации Буша в Гуантанамо.
В 2005 году The Washington Post раскритиковала Фонд «Наследие» за смягчение своей критики в адрес Малайзии после деловой встречи президента Фонда «Наследие» с премьер-министром Малайзии Махатиром Мохамадом. Фонд же со своей стороны заявил, что его взгляды на государство изменились, вследствие сотрудничества Малайзии с США после терактов 11 сентября 2001 года и изменений со стороны Малайзии, «движущейся в правильном экономическом и политическом направлении».

### Администрация Обамы
Идея, выдвинутая в 1989 году Стюартом Батлером из «Наследия» и опубликованная под названием «Обеспечение доступного медицинского обслуживания для всех американцев», легла в основу Мандата на медицинское страхование в Законе о защите пациентов и доступном медицинском обслуживании 2010 года, также известном как Obamacare. Это также послужило моделью для реформ здравоохранения Митта Ромни в Массачусетсе.
В декабре 2012 года было объявлено, что сенатор Джим Деминт покинет Сенат, чтобы возглавить Фонд «Наследие». Эксперты предсказывали, что его пребывание в должности придаст фонду более резкий политизированный оттенок. Возможное смещение Деминта в 2017 году заставило некоторых, таких как Микки Эдвардс (штат Оклахома) поверить, что Фонд стремится вернуть себе партийный дух и восстановить свою репутацию передового аналитического центра.
10 мая 2013 года Джейсон Ричвайн, который был соавтором противоречивого доклада аналитического центра о расходах на амнистию, после пристального внимания журналистов к его гарвардской докторской диссертации 2009 года и комментариям которые он сделал на форуме Американского института предпринимательства в 2008 году, подал в отставку со своей должности. Ричвайн утверждал, что латиноамериканцы и чернокожие уступают белым в интеллекте и испытывают проблемы с ассимиляцией из-за предполагаемой генетической предрасположенности к более низкому IQ.
Исследование 2011 года о бедности в Америке подверглось критике за то, что они назвали слишком узким определением бедности. Критика была опубликована в передовицах общественного мнения в New Republic, The Nation, Центре американского прогресса (CAP) и Washington Post.
Исследование 2013 года, проведённое старшим научным сотрудником Фонда «Наследие» Робертом Ректором, по законопроекту об иммиграции Сената 2013 года (Закон о безопасности границ, экономических возможностях и модернизации иммиграции 2013 года), было подвергнуто критике за его методологию. Примечательно, что такие издания, как журнал Reason и Институт Катона, раскритиковали отчёт за то, что он не использовал динамическую оценку, несмотря на поддержку Фондом такой методологии при анализе других политических предложений. Исследование также подверглось критике из-за того, что его соавтор Джейсон Ричвайн в своей докторской диссертации 2009 года сказал, что при разработке государственной политики следует учитывать IQ иммигрантов.
В июле 2013 года, после разногласий по законопроекту о фермерских хозяйствах, Республиканский исследовательский комитет (RSC) из 172 консервативных членов Палаты представителей США отменил многолетнее право доступа и запретил сотрудникам Фонда «Наследие» посещать его еженедельные заседания в Капитолии. Однако продолжает сотрудничество посредством «регулярных совместных мероприятий и брифингов».
В сентябре 2015 года Фонд публично заявил, что был подвергнут атаке хакеров, в результате которой была вскрыта информация вкладчиков. Издание The Hill сравнило атаку с другой заметной утечкой данных в Управлении по кадровому менеджменту за несколько месяцев до этого. Личности тех, кто напал на фонд, и их мотивы неизвестны.

### Мероприятия
Фонд «Наследие» считается одним из самых влиятельных аналитических центров в мире. По данным Global Go To Think Tank Index за 2020 год «Наследие» занимает шестое место среди «десяти лучших аналитических центров в Соединенных Штатах» и тринадцатое место во всем мире.
«Наследие» опубликовало в 1981 году книгу политического анализа «Мандат на лидерство», в которой предлагались конкретные рекомендации по политике, бюджету и административным действиям для всех департаментов Кабинета министров. Также Фонд «Наследие» издает ежеквартальный журнал The Insider о государственной политике и до 2001 года Фонд «Наследие» издавал журнал «Обзор политики», посвященный государственной политике, который впоследствии был приобретен Институтом Гувера. С 1995 по 2005 год Фонд «Наследие» управлял консервативным веб-сайтом Townhall.com, который затем был приобретен компанией Salem Communications, находящейся в Камарильо, штат Калифорния.
Под руководством Джима ДеМинта в Фонде «Наследие» изменился процесс публикаций программных документов. В то время как предыдущие старшие сотрудники просматривали программные документы авторов, ДеМинт и его команда сильно редактировали эти документы или откладывали их в долгий ящик. Не все ученые поддерживали такие действия и в результате уволились из фонда.
Ежегодно в международном масштабе Фонд «Наследие» публикует «Индекс экономической свободы», который измеряет свободу страны с точки зрения прав собственности и свободы от государственного регулирования. Показателями для расчета индекса, являются коррупция в правительстве, ограничения для международной торговли, ставки подоходного налога и корпоративного налога, государственные расходы, верховенство закона и способность обеспечивать соблюдение контрактов, нормативное бремя, банковские ограничения, трудовые нормы и деятельность на чёрном рынке. Ученый британского происхождения Чарльз У. Л. Хилл, после обсуждения международного перехода в сторону рыночной экономики и «Индекса экономической свободы» Фонда «Наследие», сказал: «Учитывая, что Фонд «Наследие» имеет политические предпочтения, к его мнению следует относиться с осторожностью».
В 2002 году Фонд «Наследие» начал публиковать ежегодный отчет «Индекс зависимости» о программах федерального правительства в пяти областях (жилье; здравоохранение и социальное обеспечение; выход на пенсию; высшее образование; а также сельские и сельскохозяйственные услуги) которые, по его мнению, ограничивают возможности частного сектора или местных органов власти и влияют на зависимость отдельных лиц от федерального правительства.  В отчете Фонда за 2010 год сделан вывод, что с каждым годом число американцев, которые платят федеральные налоги с физических лиц сокращалось, в то время как число тех, кому полагаются государственные услуги, увеличивалось. Так же в отчете говорилось, что за предыдущие восемь лет индекс зависимости от правительства вырос почти на 33 процента. Выводы «Наследия» были подвергнуты сомнению. Рекс Наттинг из MarketWatch, в 2012 году, по этому поводу написал, что отчет был «вводящим в заблуждение» и «паникерским» и что процент американцев «зависящих» от правительства, остался практически таким же как и в 1980-х годах, а небольшое увеличение было связано с Великой рецессией и старением населения с пропорционально большим количеством пенсионеров.